# Pseudomelatoma torosa
Pseudomelatoma torosa là một loài ốc biển săn mồi, là động vật thân mềm chân bụng sống ở biển trong họ Pseudomelatomidae.

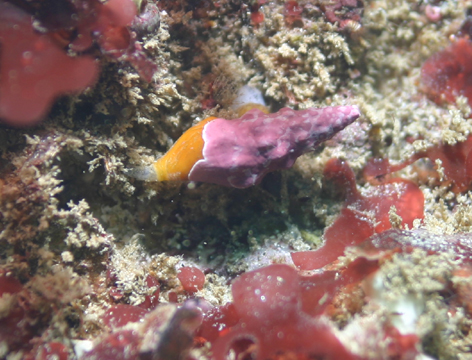
A live Pseudomelatoma torosa in situ encrusted with pink coralline algae